# Euxoa vanensis
Euxoa vanensis là một loài bướm đêm trong họ Noctuidae.